# حمل الأفاعي

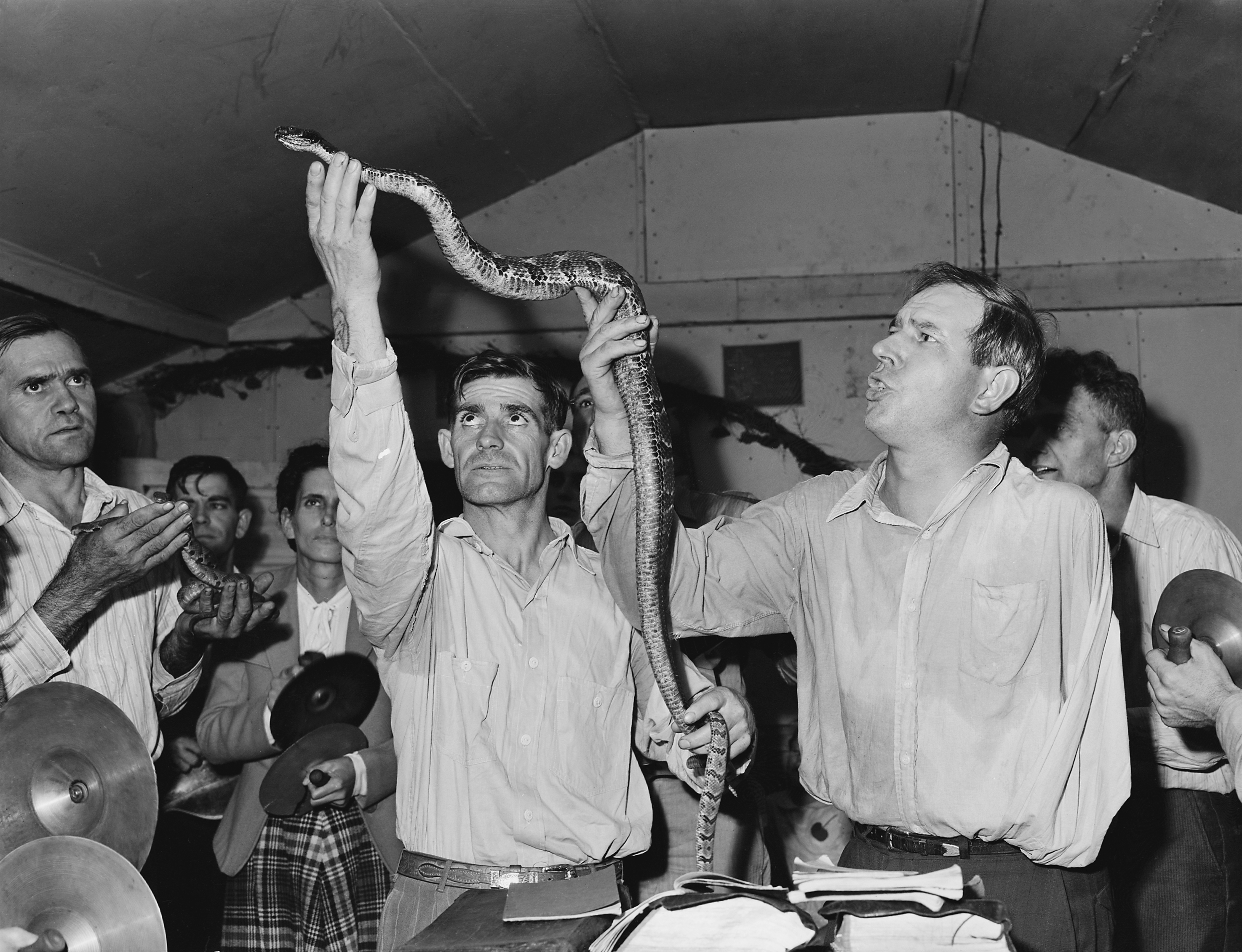
حمل الأفاعي في كنيسة خمسينية في كنتاكي.

حمل الثعابين طقس ديني في عدد صغير من الكنائس الخمسينية في الولايات المتحدة. حسب ممارسيها فالشعيرة قديمة ويستدلون بإنجيلي مرقس ولوقا عليها:
مرقس 16: 17-18:
من امن واعتمد خلص ومن لم يؤمن يدن
وهذه الايات تتبع المؤمنين يخرجون الشياطين باسمي ويتكلمون بالسنة جديدة
لوقا 10: 19:
ها انا اعطيكم سلطانا لتدوسوا الحيات والعقارب وكل قوة العدو ولا يضركم شيء

## المؤسسون
يعتبر جورج ونت هنسلي (1880-1955) مؤسس أول حركة قدسية مكرسة لحمل الثعابين في العصر الحديث وذلك في عشرينات القرن التاسع عشر، وكان واعظا في كنيسة الله عندما لاحظت الكنيسة مشاركته في طقوس حمل ثعابين فوضعت قواعد لمنعها. بعد تأسيس جورج هنسلي للحركة ظهرت كنائس مشابهة في منطقة جبال الأبلاش. 
كسبت الحركة بفضل المبشرين المسافرين مزيدا من الأتباع في أواخر القرن التاسع عشر، فقد قام المبشرون الكريزميون بالفخر بعمل معجزات وعرضوا أعاجيب. ادعى جيمس ميلر وبدون سماعه لجورج هنسلي أنه تلقى وحيا من الله ليحمل الثعابين وليعمد باسم يسوع فقط كما في سفر الأعمال 2: 38. ومع بداية القرن العشرين وصل حمل الأفاعي إلى كندا حيث اعتنق عدد قليل تعليمات مرقس 16.

## حمل الأفاعي اليوم
كما في بدايات الحركة يشجع المتعبدون على وضع الأيدي على المرضى للشفاء والتحدث بالألسنة وتقديم شهادة عن المعجزات، وأحيانا يتجرعون السم. يتجمعون عادة في بيوت أو أبنية مهيأة ويلتزمون بأسلوب لباس مثل تغطية حتى الكاحل للنساء وشعر قصير وقمصان طويلة الكم للرجال. ومعظم مبشري الحركة يحذرون من استعمال الدخان أو الكحول.
يوجد معظم الممارسين اليوم في جبال البلاش وفي أجزاء من جنوب الولايات المتحدة مثل ألاباما وجورجيا وكنتاكي وتنسي وفرجينيا الغربية وأوهايو.
كانت هناك 40 كنيسة صغيرة تقريبا في 2001 تمارس حمل الأفاعي، وانتشرت الحركة إلى أربع كنائس في كندا في 2004. يؤمن الأتباع عادة بنسخة الملك جيمس فقط للبيبل كنسخة صحيحة وبالتفسير الحرفي للكتاب المقدس. ومعظم كنائس التابعة لكنيسة الله التي تتبعها الآيات غير طائفية وتؤمن بأن الطوائف صنعها البشر وتحمل علامة الوحش. يحضر المتعبدون عادة قداسات في عدة أمسيات في الأسبوع، وإذا ما «تدخل» الروح القدس قد يدوم القداس خمس ساعات، وأقصر مدة 90 دقيقة تقريبا.

## الأخطار
تعرض عدد من كبار تلك الكنائس إلى عضات ثعابين كثيرا من المرات، كما يلاحظ من تشوه أيديهم. فقد مات جورج ونت هنسلي مؤسس الحركة الحديثة من عضات ثعبان في 1955. ومات المبشر جون وين براون بعد عضة ثعبان في 1998 في كنيسة روك هاوس هولينس في ألاباما. لكن يقول أعضاء عائلته إنه مات بسبب احتشاء القلب بالرغم من أن زوجته أيضا ماتت قبله بثلاث سنوات بسبب عضة ثعبان في كنتاكي، ومات أحد الأتباع في كنيسة في كنتاكي في 2006.

## قانونية الممارسة
وضعت ولايات ألاباما وكنتاكي وتنسي قوانين تمنع استعمال الثعابين السامة أو الزواحف الأخرى التي يمكن أن تضر حياة الآخرين بدون ترخيص. ويذكر قانون ولاية كنتاكي العبادة الدينية بالتحديد، ويعاقب على حمل الثعابين بغرامة 50 إلى 250 دولارا. لذا تجري معظم جلسات حمل الأفاعي في بيوت لتجنب طلب رخصة الدولة. تتجاهل الشرطة عادة الممارسات الدينية ما لم تستدع وهذا ما يحدث إذا ما حدثت وفاة بسبب الممارسة.
اعتقل عشرة أشخاص مع مصادرة 125 ثعبانا في 2008 كجزء من حملة مداهمة، وكان من المعتقلين قس كنيسة ماتت سابقا فيها امرأة في 1995 بسبب عضة أفعى،  وكان في بيته 74 أفعى.
وضعت ولاية جورجيا عقوبة الإعدام على حمل الأفاعي في 1941 بعد موت فتاة عمرها سبع سنوات، لكن القانون ألغي في 1968.

## مواقع خارجية
- Holiness Snake Handlers, official site of beliefs.
- Interview with Dennis Covington
- Salvation on Sand Mountain: Snake-Handling and Redemption in Southern Appalachia, by Dennis Covington
- Cincinnati Skeptics article on snake handling
- Shelton، Steve (28 يونيو 1996). "Taking up serpents". Augusta Chronicle. مؤرشف من الأصل في 2009-02-10.
- History of serpent handlers
- "Snake Handling in the Pentecostal Church: The Precedent Set by George Hensley" by Joi Brown نسخة محفوظة 19 يونيو 2006 على موقع واي باك مشين.
- Handwerk، Brian (7 أبريل 2003). "Snake Handlers Hang On in Appalachian Churches". National Geographic News. مؤرشف من الأصل في 2018-03-12.
- University of Virginia article on serpent handlers
- "Snake Handling" by Pat Arnow, from Southern Exposure (PDF file)
- Snake Handlers in Georgia
- The Church In Jesus Christ Name - Large collection of snake-handler photos
- Why do we believe in God?, Robert Winston, الغارديان، Thursday 13 أكتوبر، 2005, an article describing snake handling
- Serpent Handling Believers, by Tom Burton, University of Tennessee Press, 1993. This definitive work represents twenty years of Burton's research. Many photos.
- "Snake Handling in Alabama". Encyclopedia of Alabama. مؤرشف من الأصل في 2012-03-06. {{استشهاد ويب}}: روابط خارجية في |ناشر= (مساعدة)